# Courting
Courting is de dertiende aflevering van het zesde seizoen van het tienerdrama Beverly Hills, 90210, die voor het eerst werd uitgezonden op 29 november 1995.

## Verhaal
De finalisten van het Toernooi van de Rozen gaan een paar dagen op reis. Donna kan helaas niet mee omdat de rechtszaak  tegen Joe begint en daar moet en wil ze bij zijn. Als de rechtszaak begint, gaan de beschuldigingen over en weer. De verdediging heeft het moeilijk om de waarheid aan het licht te krijgen. Als Valerie naar het getuigenverhoor wordt geroepen, zij is getuige geweest van het incident in Palm Springs , komt er weer hoop voor de verdediging. Maar als de aanklager dan Donna beschuldigt van valsheid in geschrifte, ze heeft in Palm Springs in het ziekenhuis verklaard dat ze gevallen is, dan ziet het er weer somber uit voor Joe. Ondertussen doet Brandon verslag voor de krant en spreekt Ray erop aan dat hij de carrière van Joe verwoest. Ray zegt dat hij dit niet meer kan stoppen, maar als hij moet getuigen verklaart hij dat Joe onschuldig is. Joe wordt hierop vrijgesproken. De aanklager biedt Donna de mogelijk om Ray te vervolgen voor zijn valse aangifte, maar ze ziet hier van af, maar gebruikt dit wel als drukmiddel voor Ray om hem zijn therapie te laten afmaken. Ray zoekt Brandon later nog op om hem te bedanken en vertelt dat hij de stad verlaat en Donna met rust zal laten.
Colin heeft de hele dag op Erin gepast zodat Kelly naar de rechtbank kon. Als ze ’s avonds allemaal weer thuis zijn dan gaat Colin wat te eten halen bij de Peach Pitt, daar komt hij Valerie tegen die hem vertelt wat ze gezien heeft op de ochtend na Thanksgiving Day. Ze heeft gezien dat Kelly bij Brandon heeft geslapen, dit nieuws komt hard aan bij Colin en gaat direct verhaal halen bij Kelly. Kelly heeft ondertussen Erin in bad gedaan en terwijl Erin nog in bad is krijgt ze woorden met Colin en vertelt hem dat er niets gebeurd is en gaat bij Erin kijken. Ze ziet dat Erin stil in bad liggen en de paniek breekt toe. Colin komt meteen helpen en zegt tegen Kelly om het alarmnummer 112 te bellen terwijl hij mond-op-mondbeademing uitvoert. Het komt allemaal goed en Colin heeft spijt van de ruzie. Valerie biecht tegen Brandon op wat ze Colin verteld heeft. Brandon is hier niet blij mee en waarschuwt haar dat ze nog vrienden zijn, maar als ze zo doorgaat kan daar een eind aan komen. Nu moet Brandon wel eerlijk zijn tegen Susan en biecht haar alles op maar maakt duidelijk dat Kelly apart geslapen heeft. Ondanks deze mededeling komt het toch hard aan bij haar en heeft veel moeite om Brandon te vergeven.
Eindelijk wordt bekend wie zich de Rozenkoningin mag noemen op het Toernooi van de Rozen. Helaas wordt het niet Donna maar Lisa, maar Donna is blij voor haar en trots op zichzelf omdat ze zo ver is gekomen.

## Rolverdeling
- Jason Priestley - Brandon Walsh
- Jennie Garth - Kelly Taylor
- Ian Ziering - Steve Sanders
- Brian Austin Green - David Silver
- Tori Spelling - Donna Martin
- Tiffani Thiessen - Valerie Malone
- Joe E. Tata - Nat Bussichio
- Kathleen Robertson - Clare Arnold
- Jamie Walters - Ray Pruit
- Jason Wiles - Colin Robbins
- Michael Durrell - Dr. John Martin
- Emma Caulfield - Susan Keats
- Cameron Bancroft - Joe Bradley
- Katherine Cannon - Felice Martin
- Caroline McWilliams - LuAnn Pruit
- Tembi Locke - Lisa Dixon